# Das Quiller-Memorandum – Gefahr aus dem Dunkel
Das Quiller-Memorandum – Gefahr aus dem Dunkel, auch bekannt als Tod in Berlin (Originaltitel: The Quiller Memorandum), ist ein britischer Spionagefilm von Michael Anderson aus dem Jahr 1966. Als literarische Vorlage diente ein Roman von Elleston Trevor.

## Handlung
Als zwei britische Agenten in Berlin ermordet werden, wird der US-amerikanische Geheimagent Quiller damit beauftragt, in der geteilten Stadt den Anführer einer neo-nationalsozialistischen Organisation ausfindig zu machen. Eine erste Spur führt Quiller an eine Schule, wo sich erst kürzlich ein Lehrer mit Nazi-Vergangenheit das Leben genommen hat. Dort gibt er vor, ein Journalist zu sein und einen Artikel über Nazis im Nachkriegsdeutschland schreiben zu wollen. Die Direktorin der Schule stellt Quiller die junge Lehrerin Inge Lindt vor, die ihm bei seiner Recherche weiterhelfen soll. Quiller fährt Inge später nach Hause, und sie erlaubt ihm, ihre Tasche in ihre Wohnung zu tragen. Dort stellt er Inge, deren Familie im Zweiten Weltkrieg ums Leben kam, weitere Fragen und lädt sie ein, gemeinsam auszugehen.
Vor seinem Hotel wird Quiller von einem Mann namens Grauber mit einem Koffer angerempelt. Auf der Autobahn wird ihm daraufhin in seinem Wagen schwindelig. An einer Ampel steigt ein Mann zu ihm ins Auto und fährt mit ihm weiter. Im Versteck der Untergrundorganisation von Oktober, dem Anführer der Nazi-Bande, kommt Quiller wieder zu sich. Wie sich herausstellt, hatte Grauber ihm mit seinem Koffer eine Droge injiziert. Auf die Frage hin, wer er sei, gibt sich Quiller als Mitarbeiter eines New Yorker Verlags aus. Als ihm Oktober eine Spritze verabreichen will, versucht Quiller vergeblich zu fliehen. Nach der Injektion ist Quiller nicht mehr Herr seiner Sinne. Doch statt zu verraten, auf welcher Mission er sich befindet und wo sich sein Vorgesetzter Pol aufhält, redet er nur verwirrt von Inge. Nach einer weiteren Spritze wird Quiller überraschend frei gelassen. Er nimmt sich ein Taxi, das er kurzerhand stiehlt, als sich Oktobers Männer anschicken, ihn zu verfolgen. Er kann sie abhängen und nimmt sich ein Zimmer in einer kleinen Pension.
Tags darauf führt ihn ein Mittelsmann zu seinem Vorgesetzten Pol, dem er berichtet, von Oktober gefangen gehalten worden zu sein. Inge klärt er anschließend in ihrer Wohnung darüber auf, dass er gar kein Journalist sei. Sie küssen sich und verbringen die Nacht miteinander. Inge meint, ein Freund ihres Vaters könne etwas über Oktobers Bande wissen. Dieser fährt sie eines Abends in eine Straße, wo ihnen die Direktorin von Inges Schule verrät, dass sich Oktobers Versteck in einem nahegelegenen Haus befindet. Während Inge im Auto auf ihn warten soll, geht Quiller hinein, um herauszufinden, ob es sich tatsächlich um das Versteck handelt. Oktober und seine Gefolgsmänner nehmen Quiller erneut gefangen und bringen ihn in den Keller des Gebäudes, wo sie Inge bereits gefangen halten. Sollte Quiller sich weigern zu verraten, wo sich das Berliner Hauptquartier des britischen Geheimdiensts befindet, will Oktober ihn und Inge töten.
Oktober gibt Quiller Bedenkzeit bis zum Sonnenaufgang. Quiller verlässt daraufhin das Versteck, wird dabei jedoch von Oktobers Männern verfolgt und stets daran gehindert zu telefonieren. In der Pension gelingt es ihm, sich unbemerkt zu einer Garage zu schleichen, wo er unter einem potenziellen Fluchtauto eine Bombe findet. Er bringt sie zur Explosion und gaukelt so Oktobers Männern vor, ums Leben gekommen zu sein. Nachdem er Pol Oktobers Aufenthaltsort mitgeteilt hat, werden Oktober und dessen Männer umgehend festgenommen. Inge befindet sich jedoch nicht unter deren Gefangenen. Quiller trifft sie an ihrer Schule wieder, und sie erzählt ihm, Oktober habe sie gehen lassen. Nachdem Quiller sich von ihr verabschiedet hat, wendet sich Inge wieder ihren Schülern zu.

## Hintergrund

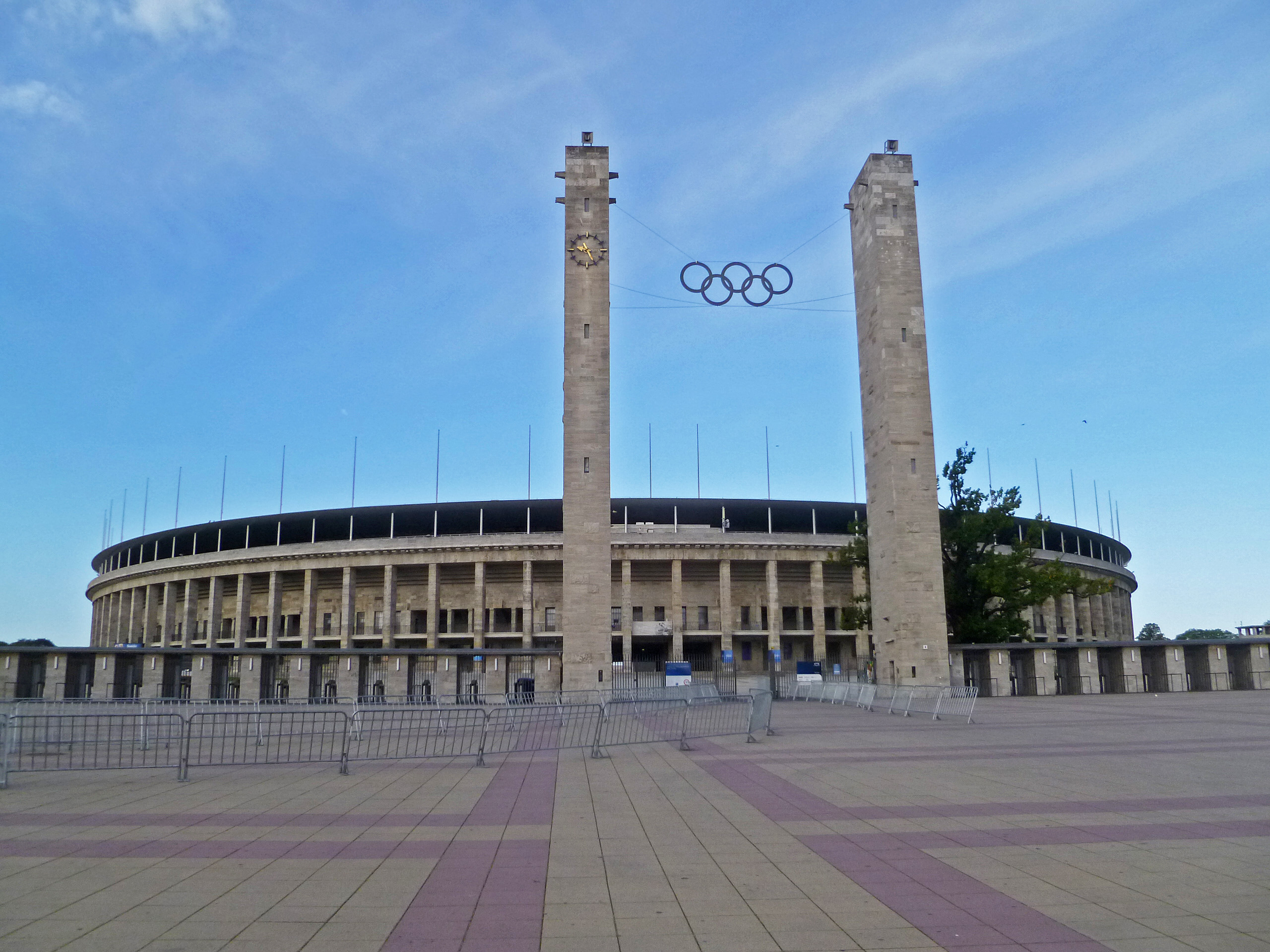
Das Olympiastadion in Berlin, ein Schauplatz des Films

Für die literarische Vorlage Das Berlin-Memorandum (The Berlin Memorandum, 1965) erhielt der Schriftsteller Elleston Trevor 1966 in der Kategorie Bester Roman sowohl den französischen Grand prix de littérature policière als auch den US-amerikanischen Edgar Allan Poe Award. Unter dem Pseudonym „Adam Hall“ schrieb Trevor weitere Quiller-Romane, mit denen er auch in Deutschland Bekanntheit erlangte.
Das Drehbuch für die Verfilmung verfasste der spätere Nobelpreisträger Harold Pinter. Gedreht wurde in den englischen Pinewood Studios mit Filmbauten von Maurice Carter und an Originalschauplätzen in Berlin, wo unter anderem das Olympiastadion, der Rüdesheimer Platz, der Wittenbergplatz, das Schlesische Tor, das Stadtbad Neukölln sowie die Stadtautobahn als Kulissen dienten.
Die Weltpremiere von Das Quiller-Memorandum – Gefahr aus dem Dunkel fand am 10. November 1966 in London statt. In Deutschland kam der Film am 24. Februar 1967 in die Kinos und wurde am 17. Juli 1971 von der ARD erstmals im Fernsehen gezeigt. Eine erste deutsche DVD-Veröffentlichung erfolgte im Oktober 2005. Im Jahr 2014 erschien der Film auch unter dem Titel Tod in Berlin auf DVD. Im Oktober 2019 wurde erstmals eine ungekürzte deutsche Fassung, für die vormals herausgeschnittene Szenen untertitelt wurden, auf DVD und Blu-ray veröffentlicht.

## Kritiken
Für das Lexikon des internationalen Films war Das Quiller-Memorandum – Gefahr aus dem Dunkel ein „[i]nhaltlich ambitionierter, aber konventioneller Spionagefilm“, der „[s]pannend und hervorragend besetzt“ sei. Auch Cinema fand den Film „[s]pannend“ und „gut besetzt“. Die deutsche Fassung sei jedoch „entschärft“, indem sie „aus Altnazi-Verschwörern kommunistische Agenten [machte]“. Es handle sich alles in allem um einen „[n]ostalgische[n] Agentenkrimi“. Dem Evangelischen Filmbeobachter zufolge habe sich der Film, „wenn auch nicht restlos überzeugend, um ein gehobenes Niveau [bemüht]“ und sei dabei „ab 16 erträglich“.

## Auszeichnungen
Der Film war 1967 in den drei nationalen Kategorien Bestes Szenenbild (Maurice Carter), Bester Schnitt und Bestes Drehbuch für den BAFTA Award nominiert. Eine weitere Nominierung erhielt die Produktion in der Kategorie Bestes Drehbuch für den Edgar Allan Poe Award.

## Deutsche Fassung
Die deutsche Synchronfassung entstand 1967 bei der Berliner Union-Film unter der Dialogregie von Karlheinz Brunnemann nach dem Dialogbuch von Ursula Buschow. Aus der Gruppe von gegnerischen Agenten der englischsprachigen Originalfassung, bei denen es sich um ehemalige Mitarbeiter der Gestapo handelt, wurde in der um gut drei Minuten gekürzten deutschen Fassung ein nicht näher benanntes Spionagenetzwerk.
| Rolle                 | Darsteller      | Synchronsprecher       |
| --------------------- | --------------- | ---------------------- |
| Quiller               | George Segal    | Gert Günther Hoffmann  |
| Pol                   | Alec Guinness   | Friedrich Schoenfelder |
| Oktober               | Max von Sydow   | Heinz Petruo           |
| Inge Lindt            | Senta Berger    | Senta Berger           |
| Gibbs                 | George Sanders  | Curt Ackermann         |
| Weng                  | Robert Helpmann | Wolfgang Amerbacher    |
| Rushington            | Robert Flemyng  | Karlheinz Brunnemann   |
| Hengel                | Peter Carsten   | Peter Carsten          |
| Direktorin            | Edith Schneider | Edith Schneider        |
| Hassler               | Günter Meisner  | Günter Meisner         |
| Oktobers Gefolgsmann  | John Rees       | Gerd Martienzen        |
| Kenneth Lindsay Jones | Herbert Stass   | Herbert Stass          |
| Bowlingbahn-Manager   | Victor Beaumont | Wolfgang Amerbacher    |